# 激酶
在生物化学裡，激酶（英文：kinase）是一種能夠催化从高能供体分子（如ATP）转移磷酸基团到特定靶分子（受質）的酶；这一过程谓之磷酸化。
一般而言，磷酸化的目的是“激活”或“能化”受質，增大它的能量，以使其可参加随后的自由能负变化的反应。所有的激酶都需要存在一个二价金属离子（如Mg2+或Mn2+），该离子起稳定供体分子高能键的作用，且为磷酸化的发生提供可能性。

## 分类
最大的激酶族群是蛋白激酶。蛋白激酶作用於特定的蛋白質，并改变其活性。这些激酶在细胞的信号转导及其複雜的生命活动中起了廣泛的作用。其他不同的激酶作用于小分子物质（脂质、糖、氨基酸、核苷等等），或者为了发出信号，或者使它们为代谢中各种生化反应作好准备。

## 命名法
这些激酶以其底物命名，例如：
- 腺苷酸激酶；
- 肌酸激酶；
- 丙酮酸激酶；
- 己糖激酶；
- 核苷二磷酸激酶；
- 胸苷激酶。